# Laura Wilson
Laura Belle Wilson, född 26 januari 1983, nyzeeländsk skådespelare.
Lauras filmdebut var utbildningsfilmen Choice. Laura var en återkommande gästskådespelare i serien "The Tribe" men i tredje säsongen fick hon en fast roll som överlevnadstjejen May.

## Filmografi
- Cockle (2005) - som en vacker flicka
- Revelations – The Initial Journey avsnittet The Play's the Thing (2003) - som Hannah
- The Tribe säsong 2-5 (2000-2003) - som May
- Atlantis High (2001)- som Jet Marigold